# Herb Peru

Herb na tle flagi

Herb Peru

Herb Peru – jeden z symboli Peru. 

## Opis
Herb symbolizuje królestwo zwierząt (wikunia), roślin (drzewo chinowe) i zasoby mineralne (róg obfitości ze złotymi monetami). Występujące przy herbie gałązki palmy i wawrzynu oznaczają pokój i gotowość do obrony narodu. Laurowy wieniec nad tarczą symbolizuje republikańskie wartości.
Pierwotnie herb przyjęto w 1825 roku, w obecnej wersji od 31 marca 1950 roku.